# Che Kung
Che Kung (kineski 車公, Chēgōng = "gospodar Che"), znan i kao Che Da Yuan Shuai (車大元帥), kineski je bog zaštite, a zapravo je vojni zapovjednik kojem se dogodila apoteoza. Živio je tijekom dinastije Sung.
Che je bio izvrstan u medicini te odan tadašnjem caru. Taoisti ga štuju zbog njegovih postignuća.
Njegov se rođendan slavi drugog dana kineske nove godine.